# Dionizos

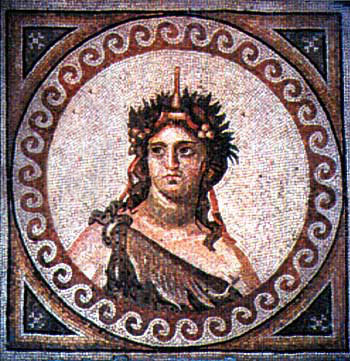
Dionizos – wyobrażenie na rzymskiej mozaice z Antiochii (II-III w.)

Dionizos (także Bakchos, Bachus; gr. Διώνυσος Diṓnysos, Διόνυσος Diónysos, Βάκχος Bákchos, łac. Dionysus, Bacchus) – w mitologii greckiej bóg płodności, dzikiej natury, winnej latorośli, teatru i wina jako napoju upajającego i mającego dobroczynny wpływ na człowieka. Syn Zeusa i śmiertelniczki Semele. 
Imię Dionizosa w formie dopełniaczowej (di-wo-nu-so-jo) pojawia się już w zapisanych pismem linearnym B zabytkach mykeńskich z XIV-XIII w. p.n.e. Ku czci tego boga odbywano uroczyste Dionizje i Oschoforia, a jego kult cechowały misteria (Eleuzynie) oraz orgiastyczne obrzędy, w których uczestniczyły bachantki.

## Kult
Dionizos jest bogiem religijnych obrzędów, podobnych do tych, które odprawia się ku czci Demeter czy Persefony. W trackich misteriach miał na sobie skórę lisa, symbolizującą nowe życie. Jego misteria należały do najbardziej sekretnych. Wielu badaczy sądzi, że Dionizos jest prawdopodobnie połączeniem lokalnego, greckiego bóstwa z innym, potężniejszym bogiem z Tracji lub Frygii, być może Sabazjosem.

## Narodziny
Jego matką była śmiertelniczka Semele, córka Kadmosa, a ojcem Zeus. Żona Zeusa Hera była zazdrosna o jego kochanki. Kiedy Semele była w ciąży, bogini namówiła ją, by zmusiła Zeusa do ukazania swojej prawdziwej postaci. Semele nie wiedziała, kim naprawdę jest jej kochanek i z początku nie wierzyła Herze. Nakazała Zeusowi, by dowiódł swojej boskości. Śmiertelnicy nie mogą jednak oglądać prawdziwych postaci bogów i Semele spłonęła. Zeus uratował płód Dionizosa, zaszywając go sobie we własnym udzie. Kilka miesięcy później Dionizos się narodził.
Według innych źródeł był synem Zeusa i Persefony, królowej świata podziemnego. Zazdrosna Hera i w tej wersji chciała zabić dziecko: posłała tytanów, by rozszarpali niemowlę na kawałki. Zeus nie zdążył uchronić małego Dionizosa od śmierci. Zjedli oni wszystkie kawałki, oprócz serca, które uratowała Reja. Mając jego serce, Zeus chciał „odtworzyć” Dionizosa w łonie Semele, dlatego Dionizos nazywa się „podwójnie urodzonym”. Niektóre źródła podają, że Zeus nakazał Semele, by zjadła ona serce Dionizosa.

## Dzieciństwo
Mitologia mówi, że Zeus oddał młodego Dionizosa pod opiekę nimfom deszczu na górze Nysa. W nagrodę Zeus umieścił je jako Hiady pośród gwiazd.
Kiedy Dionizos dorastał, odkrył niezwykłe właściwości cennego soku z winorośli. Hera nie zapomniała jednak o nim i napiętnowała go obłędem, a Dionizos wyruszył w wędrówkę po całym świecie w towarzystwie satyrów i menad. Najpierw udał się do Egiptu. W Libii spotkał Amazonki, z którymi wybrał się na wyprawę przeciwko tytanom, których udało im się pokonać. Następnie wyruszył w kierunku Indii. Po drodze starł się z królem Damaszku, z którego żywcem zdarł skórę. Dionizos podbił Indie, wprowadził uprawę winogron i założył wiele miast. W drodze powrotnej obróciły się przeciw niemu Amazonki, większość z nich zamordował, lecz dwie z nich walczyły dalej i urwały mu rękę, zjadły ją i umarły przez boską krew Dionizosa.
Po powrocie do Europy Dionizos zawitał do Frygii, gdzie spotkał swą babkę Reę, która wyleczyła go z obłędu i wprowadziła go w tajemnice swych misteriów. Potem wyruszył do Azji, by rozprzestrzeniać tam kulturę wina, następnie przybył do Grecji, by tam stworzyć początki kultu. Nierzadko spotykał się z oporem władców, których jednak zwykle z tego powodu dotykał obłęd.